# فرودگاه شوپن ورشو
فرودگاه شوپن ورشو  (به انگلیسی: Warsaw Chopin Airport) (به زبان بومی: Lotnisko Chopina w Warszawie) یک فرودگاه غیرنظامی، نظامی، با کد یاتا WAW است، که یک باند فرود دارد. این فرودگاه در شهر ورشو کشور لهستان قرار دارد و در ارتفاع ۱۱۰ متری از سطح دریا واقع شده‌است.

## شرکت‌های هواپیمایی و مقصدهای پروازی

### مسافری
| شرکت‌های هواپیمایی                                     | مقصدهای پروازی |
| ----------------------------------------------------- | --- |
| آدریا ایرویز                                          | لیوبلیانا |
| ایجین ایرلاینز                                        | آتن |
| ایر لینگاس                                            | دوبلین |
| آئروفلوت                                              | شرمتیوو |
| ایربالتیک                                             | ریگا |
| ایر قاهره                                             | غردقه، مرسی عالم، شرم‌الشیخ |
| ایر کانادا روژ                                        | فصلی: پیرسون تورنتو |
| ایر چاینا                                             | پکن |
| ایر فرانس                                             | شارل دوگل پاریس |
| ایر مالتا                                             | چارتر فصلی: مالت |
| آلیتالیا                                              | لئوناردو دا وینچی-فیومیچینو |
| آسترین ایرلاینز                                       | وین |
| بلاویا                                                | مینسک |
| بریتیش ایرویز                                         | هیترو لندن |
| بروکسل ایرلاینز                                       | بروکسل |
| بلغارین ایر چارتر                                     | چارتر فصلی: بورگاس، وارنا |
| کرندون ایرلاینز                                       | چارتر فصلی: آنتالیا، میلاس-بودروم |
| چک ایرلاینز                                           | پراگ رازیون |
| ال عال                                                | بن گوریون |
| الین‌ایر                                               | فصلی: هراکلین، سالونیک |
| هواپیمایی امارات                                      | دوبی |
| انتر ایر                                              | فصلی: اگادیر المسیره، آنتالیا، باتومی، کاتانیا-فونتاناروسا، النفیضه حمامات، فارو، هراکلین، ملی جزیره کارپتاس، موا، پالما د مایورکا، پودگوریتسا چارتر فصلی: آلمریا، آتن، بارسلونا-ال پرات، میلاس-بودروم، بورگاس، خانیا، باندرانیکی، کورفو، دالامان، دیربا–زارزیس، دوبی، دوبروونیک، فوئرته‌ونتورا، کریستیانو رونالدو، گرن کناریا، غردقه، ایبیزا، عدنان مندرس، جزیره کوس، لامتزیا ترمه، لانزاروته، کریستیانو رونالدو، مالاگا، مرسی عالم، منستیر – حبیب بورقیبه، اولبیا - کاستا اسمرالدا، عوودا، پافوس، آراکسوس، رود، سن پابلو، شرم‌الشیخ، بن گوریون، تنریف جنوبی، سالونیک، وارنا، زاکینثوس |
| یورو وینگز                                            | دوسلدورف |
| فن‌ایر                                                 | هلسینکی |
| فن‌ایر اجرا توسط نوردیک رجیونال ایرلاینز               | هلسینکی |
| کاال‌ام                                                | اسخیپول آمستردام |
| کاال‌ام اجرا توسط کی‌ال‌ام سیتی‌هاپر                      | اسخیپول آمستردام |
| لوت پولیش ایرلاینز                                    | اسخیپول آمستردام، آستانه، بارسلونا-ال پرات، پکن، بلگراد نیکولا تسلا، بروکسل، هنری کواندا، بوداپست فرنک لیست، اوهر شیکاگو، کیشیناو، کلوژ-نپوکا، کپنهاگ، دوسلدورف، فرانکفورت، گدایسک لخ والسا، ژنو، هامبورگ، آتاترک, خرابوروفو، کاتوویتس، کاناس، خارکوف، بوریسپیل، کیف ژولیانی، کوشیتسه، جان پل دوم کراکوف-بالیس، لارناکا، لیوبلیانا، هیترو لندن، لس‌آنجلس، لوگزامبورگ - فیندل، لیو دانیلو هالیتسکی، مادرید-باراخاس، میلانو مالپنسا، مینسک، شرمتیوو، مونیخ، لیبرتی نیوآرک، جان اف کندی، نیس کوت دازور، اودسا، شارل دوگل پاریس، پوزنان-لاویکا، پراگ رازیون، ریگا، رزسزاوشو-جسینکا، اینچئون، صوفیه، استکهلم-آرلاندا، پالکوو، اشتوتگارت, سولیدارنوشج شچچن-جولینیو، لنارت مری تالین، تفلیس، بن گوریون، ناریتا، پیرسون تورنتو، ونیز مارکو پولو، وین، ویلنیوس، وروتسواف کوپرنیکوس، زوارتنوتس، زاگرب، ژلونا گورا، زوریخ فصلی: انگوراه رای، پالانگا، پودگوریتسا، پولا، اسپلیت، زادر چارتر فصلی: ایواتو، سووارنابومی، کانکون، کینتانا رو، خاردینز دل ری، سر سیوساگور رامگولام، پونتا کانا، خوآن گئوآلبرتو گومس |
| لوت پولیش ایرلاینز اجرا توسط نوردیکا                  | کپنهاگ، گوتنبرگ-لاندوتر (آغاز از ۲۸ اوت ۲۰۱۷)، استکهلم-آرلاندا |
| لوفت‌هانزا                                             | فرانکفورت |
| لوفت‌هانزا رجینال اجرا توسط لوفت‌هانزا سیتی‌لاین         | فرانکفورت، مونیخ |
| نوردیکا اجرا توسط لوت پولیش ایرلاینز                  | لنارت مری تالین |
| نروجین ایر شاتل                                       | گاردرموئن اسلو |
| نروجین ایر شاتل اجرا توسط Norwegian Air International | مالاگا, فصلی: بارسلونا-ال پرات، مادرید-باراخاس |
| نوول‌ایر                                               | چارتر فصلی: دیربا–زارزیس، النفیضه حمامات، منستیر – حبیب بورقیبه |
| پگاسوس ایرلاینز                                       | چارتر فصلی: آنتالیا، میلاس-بودروم |
| هواپیمایی قطر                                         | حمد |
| رایان‌ایر                                              | گدایسک لخ والسا، سولیدارنوشج شچچن-جولینیو، وروتسواف کوپرنیکوس |
| هواپیمایی اسکاندیناوی                                 | کپنهاگ |
| اسمال پلنت ایرلاینز                                   | فصلی: بارسلونا-ال پرات، بورگاس، گرن کناریا (آغاز از ۳ نوامبر ۲۰۱۷), هراکلین، لانزاروته (آغاز از ۷ نوامبر ۲۰۱۷), رود، ملی سادورینی، وارنا، زاکینثوس چارتر فصلی: آنتالیا، میلاس-بودروم، کورفو، خانیا، غردقه، جزیره کوس، لا پالما، مرسی عالم، پالما د مایورکا، پافوس، سمس، شرم‌الشیخ، سالونیک، مادر ترزای تیرانا |
| اسمارت‌وینگز اجرا توسط Travel Service Polska           | فصلی: آلیکانته-الچه، آنتالیا، بارسلونا-ال پرات، باتومی، میلاس-بودروم، بورگاس، کاتانیا-فونتاناروسا، خانیا، کورفو، دالامان، دوبروونیک، النفیضه حمامات، فارو، فوئرته‌ونتورا، کریستیانو رونالدو، گرن کناریا، هراکلین، غردقه، ایبیزا، عدنان مندرس، کاوالا، سفلوونیا، کرابی، لانزاروته، لارناکا، مالاگا، منورکا، اولبیا - کاستا اسمرالدا، پالرمو، رود، تنریف جنوبی، سالونیک، مادر ترزای تیرانا، وارنا، زاکینثوس چارتر فصلی: فرنک پئیز، سنگستر، پونتا کانا، آبل سانتاماریا، خوآن گئوآلبرتو گومس، زنگبار |
| سوئیس اینترنشنال ایرلاینز اجرا توسط Helvetic Airways  | زوریخ |
| تاپ پرتغال                                            | لیسبون پورتلا |
| تی‌یوآی ایرلاینز نیدرلندز                              | چارتر فصلی: کانکون، کینتانا رو، سر سیوساگور رامگولام، پونتا کانا |
| ترکیش ایرلاینز                                        | آتاترک |
| هواپیمایی بین‌المللی اوکراین                           | بوریسپیل، Vinnytsia |
| ویولینگ                                               | بارسلونا-ال پرات |
| ویز ایر                                               | آبردین، اگادیر المسیره، بازل-مولوز-فرایبورگ اروپا، بارسلونا-ال پرات، باری، باووایس-تیلی، اوریو آل سریو، فلسلند برگن، بیلاند، بیرمنگام، بوردو–مریگناک (آغاز از ۲۵ مارس ۲۰۱۸) , هنری کواندا، بوداپست فرنک لیست، ام. آر. استفانیک، بریستول، کاتانیا-فونتاناروسا، بروکسل جنوب شرلروآ، دونکاستر شفیلد رابین‌هود، آیندهوون، گلاسگو، گوتنبرگ-لاندوتر، کیف ژولیانی، کوتائیسی، لامتزیا ترمه، لارناکا، لیسبون پورتلا، جان لنون لیورپول، لوتن لندن، لیون-سینت اگزوپری، مالمو، مالت، ناپل، نیس کوت دازور، فرنسیسکو جسا کارنئیرو، کفلاویک، لئوناردو دا وینچی-فیومیچینو، سندفیورد، تورپ، سانتاندر، استکهلم-اسکاوستا، بن گوریون، ویلنیوس (آغاز از ۱۷ سپتامبر ۲۰۱۷) فصلی: فرتیلیا، آلیکانته-الچه، بورگاس، کورفو، گرنوبل-ایزره، عوودا، تورین کاسله، اسپلیت، ورونا |
| واو ایر                                               | کفلاویک |

### باری
| شرکت‌های هواپیمایی                           | مقصدهای پروازی |
| ------------------------------------------- | --- |
| ASL Airlines Belgium                        | برلین شونفلد، لیژ، شرمتیوو |
| دی‌اچ‌ال اوییشن اجرا توسط دی‌اچ‌ال ایر بریتانیا | لایپزیگ/هال |
| فدکس اکسپرس                                 | شارل دوگل پاریس |
| Genex                                       | مینسک |
| SprintAir                                   | ایگناسی یان پادرفسکی بیدگوشچ، گدایسک لخ والسا، کاتوویتس، کیف ژولیانی، جان پل دوم کراکوف-بالیس، پوزنان-لاویکا، وروتسواف کوپرنیکوس |
| یوپی‌اس ایرلاینز                             | آلماتی، چنگدو شوانگلیو، کلن بن، هنگ کنگ، شانگهای پودنگ                                                                           |